# Werner Hänold
Werner Hänold (* 26. Juli 1929 in Saalfeld; † 22. September 2007) war ein deutscher Diplomat. Er war Botschafter der DDR in Brasilien, Guyana und Suriname.

## Leben
Hänold studierte nach dem Abitur von 1949 bis 1952 an der Deutschen Verwaltungsakademie in Forst Zinna und an der Universität Leipzig. 1973 promovierte er sich an der Humboldt-Universität zu Berlin zum Dr. rer. oec.
Zwischen 1952 und 1956 lehrte er als Dozent für Finanzwirtschaft an der Fachschule für Außenhandel in Plessow. Von 1956 bis 1960 wirkte er zunächst als stellvertretender, dann als Leiter der DDR-Handelsvertretung im Libanon. Von 1960 bis 1967 war er Generaldirektor der Abteilung Handel mit Lateinamerika im Ministerium für Außen- und Innerdeutschen Handel der DDR. Von 1968 bis 1973 leitete er die DDR-Handelsvertretung in der kolumbianischen Hauptstadt Bogotá. Von 1972 bis 1984 wirkte er als Leiter des Direktionsbereichs Übersee II (ab 1974 Abteilung Lateinamerika) im Ministerium für Außenhandel der DDR. Von 1984 bis 1990 war er Botschafter in Brasilien sowie zweitakkreditiert in Guyana und Suriname.
Hänold war Mitglied der SED.

## Schriften
- Politische und ökonomische Probleme der Entwicklung Guyanas. Dissertation A (25. Oktober 1973), Humboldt-Universität zu Berlin.

## Auszeichnungen
- Chevalier de l’Ordre du Cédre (Ritter des Zedernordens, Libanon 1960).
- Vaterländischer Verdienstorden in Bronze (1977)
- Banner der Arbeit Stufe I (1989)[1]